# Daiquiri
El daiquiri, o daiquirí tal com es pronuncia a Cuba, és un còctel fet a base de rom. Aquests són els ingredients bàsics:
- Rom blanc
- Suc de llimona
- Xarop de canya de sucre
- Gel picat.

Després d'agitar els ingredients en una coctelera, se serveix la beguda en una copa gebrada.
El nom daiquiri ve del nom d'una mina de ferro a l'est de Cuba.
Aquest còctel va ser creat per un català emigrat a Cuba: Constantí Ribalaiga i Vert, nascut a Lloret de Mar el 1888. A l'Havana entrà a treballar en una empresa catalana (El Cafè d'En Cotorra), i més tard al Cafè La Florida, dirigit pels germans Francesc i Narcís Sala i Parera. El jove Constantí, anomenat Constante a l'obra novel·lística d'Ernest Hemingway, ja propietari i empresari de La Florida, convertida en La Floridita, esdevingué un autèntic mestre en l'ofici dels barmans.
Inventà el daiquiri, un combinat de rom blanc (la beguda dels pirates, suavitzada per Bacardí, nascut a Sitges), xarop de canya de sucre (la planta que les àrabs van dur a la península Ibèrica, i que d'aquí fou duta a les illes del Carib), suc de llimona (una altra fruita oriental trasplantada a Amèrica) i gel picat. Quan el 1952 morí Constantí Ribalaiga a l'Havana el seu combinat ja s'havia estès pel món occidental.